# Uncertain EP
Albums de The Cranberries
Nothing Left at All
(1990) Everybody Else Is Doing It, So Why Can't We?
(1992)
Uncertain est le quatrième EP du groupe irlandais The Cranberries datant de 1991. Il est publié par Xeric Records sur CD et les vinyles de 12". Près de 5 000 copies d'Uncertain sont produites.

## Liste des titres
Toutes les paroles sont écrites par Dolores O'Riordan, toute la musique est composée par Dolores O'Riordan et Noel Hogan.
| No | Titre               | Durée |
| -- | ------------------- | ----- |
| 1. | Uncertain           | 3:07  |
| 2. | Nothing Left At All | 3:55  |
| 3. | Pathetic Senses     | 3:37  |
| 4. | Them                | 3:42  |